# 近藤弘樹
近藤 弘樹（こんどう ひろき、1995年6月27日 - ）は、広島県広島市安佐北区出身の元プロ野球選手（投手）。右投右打。

## 経歴

### プロ入り前
広島市立三入東小学校4年時からソフトボールチームの三入東ジュニアに所属し、三入中学校在学中に軟式野球を始めた。
広島市立安佐北高校への進学後は、1年夏の選手権広島大会からベンチ入りを果たしたが、2年秋の広島県大会での準々決勝進出が最高成績で、3年夏の選手権広島大会では3回戦で敗れた。
岡山商科大学への進学後は、1年時の春から中国地区大学野球のリーグ戦に登板すると、2年の春季リーグ戦ではリーグトップの5勝を記録。同期生の蔵本治孝とのダブルエースで臨んだ4年の春季リーグ戦では7勝1敗、防御率1.00という好成績でMVPとベストナインへ選出され、チーム10季振りのリーグ優勝に大きく貢献した。その後に進出した第66回全日本大学野球選手権大会では、近畿大学との初戦に登板すると、9回2失点の好投で勝利した。続く和歌山大学戦では先発で4点を失った蔵本の後を受けて3回表の途中から救援。6回2/3を無失点で凌いだが、チームの勝利にはつながらなかった。4年の秋季リーグ戦では3勝を挙げたものの、チームは2位に終わり、明治神宮野球大会への出場を逃した。大学3年の冬には大学日本代表選考合宿に参加。代表には選ばれなかったものの、翌4年春の中国地区大学野球リーグ・徳山大学戦ではNPB・MLB合計7球団（15名）が、全国大会へのデビュー戦でもあった全日本大学選手権の1回戦には合計14球団のスカウトが近藤の投球を視察した。
2017年10月26日に行われたドラフト会議では、清宮幸太郎、村上宗隆の抽選を外した東北楽天ゴールデンイーグルスから1位指名を受け、契約金8500万円、年俸1500万円（金額は推定）という条件で入団した。背番号は12。なお、この会議では蔵本も東京ヤクルトスワローズから3位指名を受け、入団している。

### 楽天時代
2018年は、6月6日の対読売ジャイアンツ戦（東京ドーム）への先発登板で公式戦へのデビューを果たしたが、5回の投球で右脹脛や右太腿に痙攣を発症して降板し、チームも敗れたため6被安打2失点という内容で初黒星を喫した。
2020年は、11月8日から始まったみやざきフェニックス・リーグのメンバーに入っていたものの、同14日に戦力外通告を受けた。現役続行を目指し、トライアウトを受ける予定としていたが、実際には参加しなかった。
楽天時代に結果を残せなかったことについて、故障の影響があったと各紙で報じられることがあったが、楽天時代の近藤は一度も故障しておらず、近藤本人は「どこからその話が出ているのか、ずっと不思議で」と否定している。

### ヤクルト時代
楽天時代の一軍投手チーフコーチで翌シーズンから東京ヤクルトスワローズの一軍投手コーチ復帰が決まっていた伊藤智仁は、近藤戦力外の報道を聞き、球団に「こいつは変わるかもしれないんで、獲得してもらえませんか」と打診。2020年12月14日、ソフトバンクから戦力外通告を受けた小澤怜史とともにヤクルトと育成契約を結んだ。背番号は012。大学時代の同期であった蔵本とは、再度チームメイトとなった。
2021年は、育成選手ながら春季キャンプで一軍に振り分けられた。投手コーチの伊藤の指導によるシュートを活かした投球（後述）の甲斐もあり、オープン戦3試合で計3イニング無失点の好投を見せるなどして、シーズン開幕前の3月15日に支配下契約に移行された。背番号は52。開幕一軍入りし、3月26日の開幕戦の対阪神タイガース戦（明治神宮野球場）から1点ビハインドの場面での救援投手として起用された。以降も救援投手として起用され、開幕14試合連続無失点を記録するなど好投を続けると、次第にリードした展開の終盤も任されるようになった。交流戦前までにチームトップの試合数の登板を続けていたが、5月26日の対北海道日本ハムファイターズ戦（神宮）の途中登板で初球のシュートを投じた際にすっぽぬけ、直後から右肩に違和感を抱き、その1球を投じたのみで緊急降板。翌日、上半身のコンディション不良で一軍登録を抹消された。のちにコンディション不良の内容が、右肩の肉離れであることが球団社長・衣笠剛より明かされた。なお、2024年オフの現役引退決断時に、このときの故障の詳細について、右肩甲下筋の肉離れと最初に診断されたのち、肩関節亜脱臼、前方関節包靱帯断裂も重なり、棘下筋や棘上筋もひどく損傷していたことを明かしている。二軍で調整を続け、8月時点でキャッチボールは再開できている状態である。オフに400万円増の推定年俸1000万円で契約を更改した。
2022年の春季キャンプは二軍に振り分けられた。9月11日に新型コロナウイルス陽性判定を受けた。2024年オフの現役引退決断時に明かしたところによれば、この年の2月15日に右の大腿筋膜を右肩に移植し、靱帯と腱板を再建するというほぼ前例のない手術を受けた。競技復帰まで1年を要する内容で、5月下旬にはキャッチボールを再開したが、「まだ自分の肩じゃないみたい」といった状況だった。一軍・二軍公式戦に1試合も登板できずにシーズンを終え、10月18日、球団より戦力外通告を受け。11月23日に育成選手として再契約を結んだことが球団から発表された。背番号は再び012に戻った。なお、同月にも肩のインピンジメントに対するクリーニング手術を受けていたことが、のちに明かされている。
2023年6月7日、チームメイト相手に実戦形式での登板を行い、24日にはBCリーグ・福島レッドホープスとの練習試合での実戦復帰登板を果たした。29日には楽天との二軍公式戦での登板を果たし、最終的に二軍16試合に登板し、16イニングに投げて防御率1.13、与四球は僅か1つという成績を残した。10月にはみやざきフェニックス・リーグに参加し、3試合に登板した。秋季練習を経て、11月22日に育成再契約を結び、25日のファン感謝デーにも参加した。
2024年の春季キャンプを完走するも、春季教育リーグ登板の数日後に右肩の張りが生じ、右肩（下方）関節包損傷と診断が下された。手術を受けると、復帰には再び1年間を要するものだったが、5月に手術を受ける。結果、1試合も二軍で登板できず、自身3度目となる戦力外通告を受けた。「リハビリでどこまで戻っている段階を見せられるかなと思っていたんですけど、そこまで戻っている感じがなかった。戦力外を受けて、当たり前だなと納得しました」と通告を受け入れ、現役引退を決断した。

### 現役引退後
11月14日、古巣の楽天でアカデミーコーチを務めることが判明した。

## 選手としての特徴・人物
大柄な体格から放つ最速153km/hのストレートと多彩な変化球が武器。楽天時代に投手コーチの伊藤智仁からシュートの習得を勧められ、ある程度ものにはしていたものの、それまで築き上げてきた投球スタイルから脱却する勇気が出ず、実戦で投げることはあまりなかった。ヤクルト入団後に再度伊藤からシュートを活かすことを勧められ、1年目の春季キャンプで臨時コーチを務めた古田敦也から評価されるほどの変化球となった。2021年のオープン戦の好投は、シュートを配球の中心にしたことが要因とされ、開幕後も球種の6割近くがシュートを占める。シュート系のボールでストライクを奪いつつ、ゴロアウトを取っていくのが強みと、打たせて取る投球を心掛けている。ヤクルトでの肩の肉離れからの復帰後も、2023年秋のフェニックス・リーグで最速147km/hを計測している。
愛称は「こんちゃん」。
憧れの選手は黒田博樹。
既婚であり、楽天から戦力外通告を受けたときは娘が生まれたばかりだった。「家族がいたからこそ、養わないといけないし、こんなところで終わるわけにはいかない」という気持ちで現役続行を決意し、独り身だったら気持ちが切れていたかもしれないと語っている。

## 詳細情報

### 年度別投手成績
| 年 度     | 球 団     | 登 板 | 先 発 | 完 投 | 完 封 | 無 四 球 | 勝 利 | 敗 戦 | セ 丨 ブ | ホ 丨 ル ド | 勝 率 | 打 者 | 投 球 回 | 被 安 打 | 被 本 塁 打 | 与 四 球 | 敬 遠 | 与 死 球 | 奪 三 振 | 暴 投 | ボ 丨 ク | 失 点 | 自 責 点 | 防 御 率 | W H I P |
| --------- | --------- | ----- | ----- | ----- | ----- | -------- | ----- | ----- | -------- | ----------- | ----- | ----- | -------- | -------- | ----------- | -------- | ----- | -------- | -------- | ----- | -------- | ----- | -------- | -------- | ------- |
| 2018      | 楽天      | 9     | 3     | 0     | 0     | 0        | 0     | 2     | 0        | 0           | .000  | 130   | 29.0     | 35       | 5           | 9        | 1     | 1        | 15       | 4     | 0        | 22    | 22       | 6.83     | 1.52    |
| 2019      | 楽天      | 2     | 2     | 0     | 0     | 0        | 0     | 2     | 0        | 0           | .000  | 44    | 9.1      | 14       | 2           | 2        | 0     | 1        | 3        | 0     | 0        | 9     | 9        | 8.68     | 1.71    |
| 2020      | 楽天      | 6     | 0     | 0     | 0     | 0        | 0     | 0     | 0        | 1           | ----  | 31    | 6.2      | 5        | 2           | 5        | 0     | 1        | 4        | 1     | 0        | 4     | 4        | 5.40     | 1.50    |
| 2021      | ヤクルト  | 22    | 0     | 0     | 0     | 0        | 0     | 1     | 0        | 11          | .000  | 67    | 18.2     | 15       | 1           | 2        | 0     | 0        | 17       | 0     | 0        | 2     | 2        | 0.96     | 0.91    |
| 通算：4年 | 通算：4年 | 39    | 5     | 0     | 0     | 0        | 0     | 5     | 0        | 12          | .000  | 272   | 63.2     | 69       | 10          | 18       | 1     | 3        | 39       | 5     | 0        | 37    | 37       | 5.23     | 1.37    |

- 2024年度シーズン終了時

### 年度別守備成績
| 年 度 | 球 団    | 投手  | 投手  | 投手  | 投手  | 投手  | 投手     |
| 年 度 | 球 団    | 試 合 | 刺 殺 | 補 殺 | 失 策 | 併 殺 | 守 備 率 |
| ----- | -------- | ----- | ----- | ----- | ----- | ----- | -------- |
| 2018  | 楽天     | 9     | 1     | 3     | 0     | 0     | 1.000    |
| 2019  | 楽天     | 2     | 1     | 1     | 0     | 1     | 1.000    |
| 2020  | 楽天     | 6     | 1     | 3     | 0     | 0     | 1.000    |
| 2021  | ヤクルト | 22    | 2     | 1     | 0     | 0     | 1.000    |
| 通算  | 通算     | 39    | 5     | 8     | 0     | 1     | 1.000    |

- 2024年度シーズン終了時

### 記録
初記録
投手記録
- 初登板・初先発登板：2018年6月6日、対読売ジャイアンツ2回戦（東京ドーム）、4回1/3 2失点で敗戦投手
- 初奪三振：同上、1回裏に亀井善行から空振り三振
- 初ホールド：2020年9月4日、対オリックス・バファローズ10回戦（楽天生命パーク宮城）、4回表に2番手で救援登板、1回無失点

打撃記録
- 初打席：2018年6月6日、対読売ジャイアンツ2回戦（東京ドーム）、3回表に今村信貴から二ゴロ

### 背番号
- 12（2018年 - 2020年）
- 012（2021年 - 同年3月14日、2023年 - 2024年）
- 52（2021年3月15日 - 2022年）

### 登場曲
- 「ミュージック・アワー」ポルノグラフィティ（2018年 - 2019年）
- 「ふっかつのじゅもん」sumika（2019年）
- 「君は100%」ポルノグラフィティ（2020年 - 2024年）